# Saison 2014 de l'équipe cycliste Vorarlberg

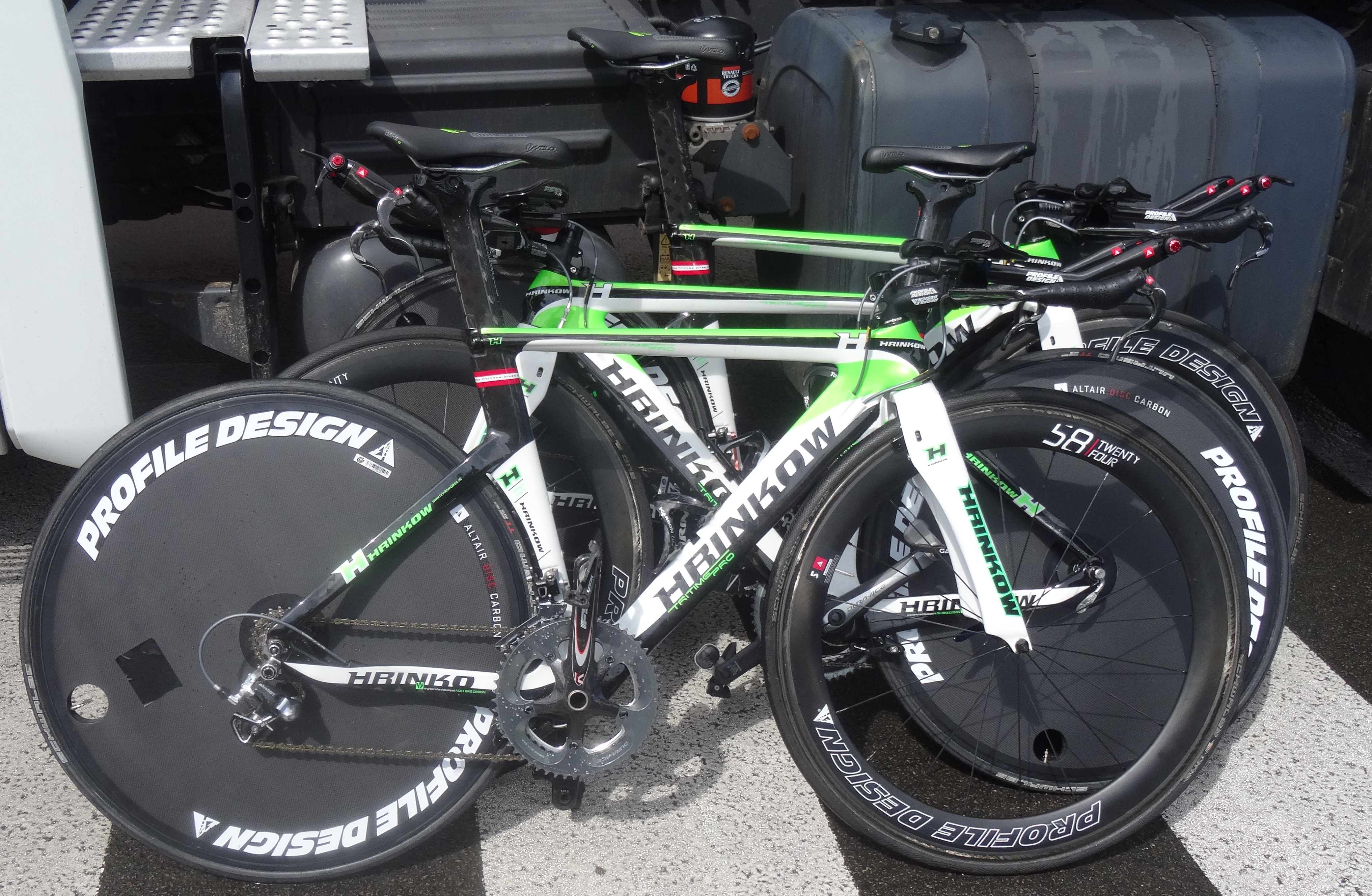
Les vélos utilisés par l'équipe pour le contre-la-montre par équipes de la 1re étape du Paris-Arras Tour 2014 reliant Lens à Arras.

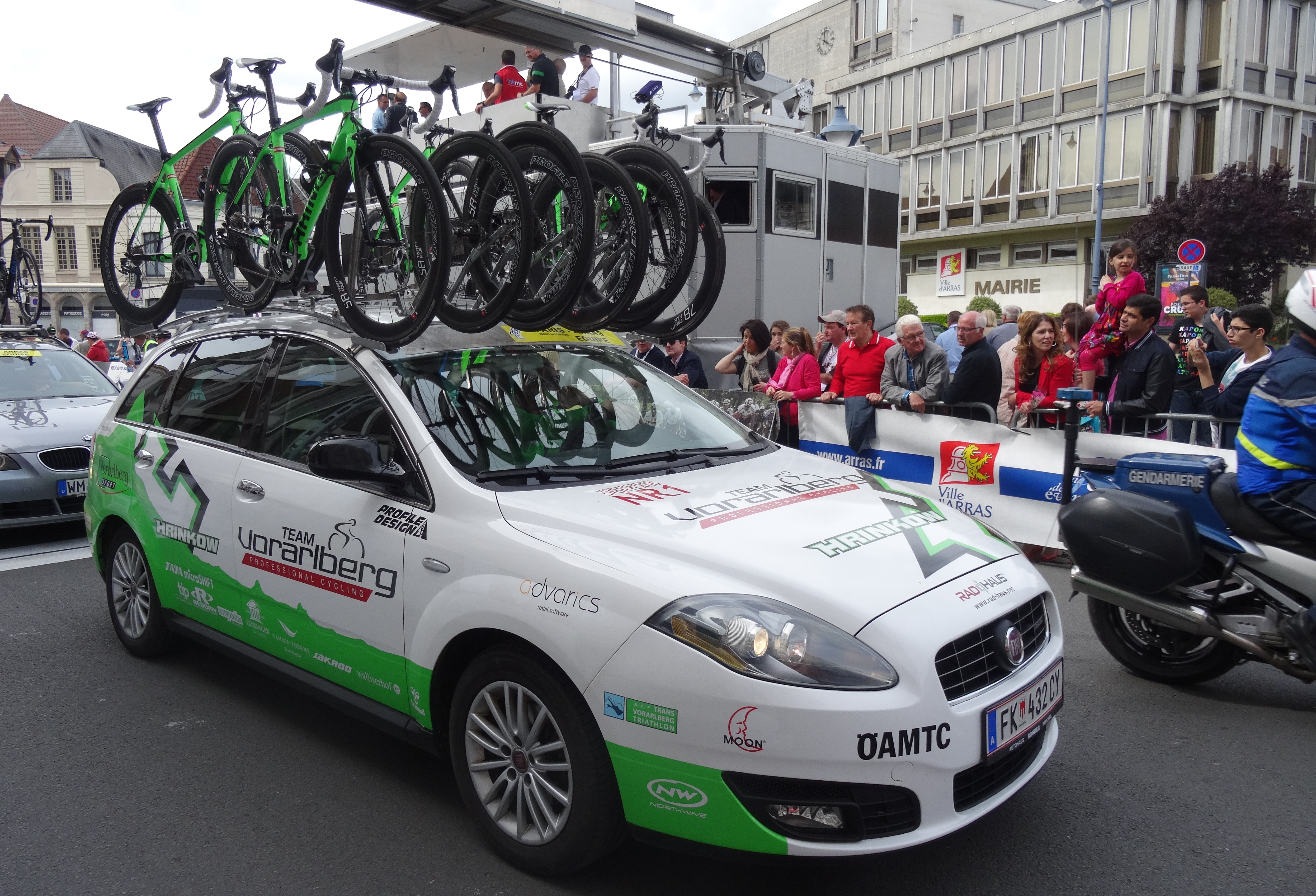
Une des voitures de l'équipe à l'arrivée de la 3e étape du Paris-Arras Tour 2014 à Arras.

La saison 2014 de l'équipe cycliste Vorarlberg est la seizième de cette équipe.

## Préparation de la saison 2015

### Arrivées et départs
| Arrivées           | Équipe 2013           |
| ------------------ | --------------------- |
| Nicolas Baldo      | Atlas Personal-Jakroo |
| Adrien Chenaux     | Atlas Personal-Jakroo |
| Grischa Janorschke | Nutrixxion Abus       |
| Fabian Schnaidt    | Champion System       |
| Robert Vrečer      | Euskaltel Euskadi     |
| Tobias Wauch       |                       |
| Nicolas Winter     | Atlas Personal-Jakroo |

| Départs           | Équipe 2014                   |
| ----------------- | ----------------------------- |
| Diego Ares        | Memorial-Prefeitura de Santos |
| Daniel Biedermann | Gourmetfein Simplon Wels      |
| Florian Bissinger | WSA-Greenlife                 |
| Dominik Brändle   |                               |
| Remco Broers      | Parkhotel Valkenburg          |
| Maarten de Jonge  | Terengganu                    |
| Tobias Jenny      |                               |
| Luboš Pelánek     | Differdange-Losch             |
| Boštjan Rezman    | Šmarški Forum                 |
| Daniel Rinner     |                               |

## Coureurs et encadrement technique

### Effectif

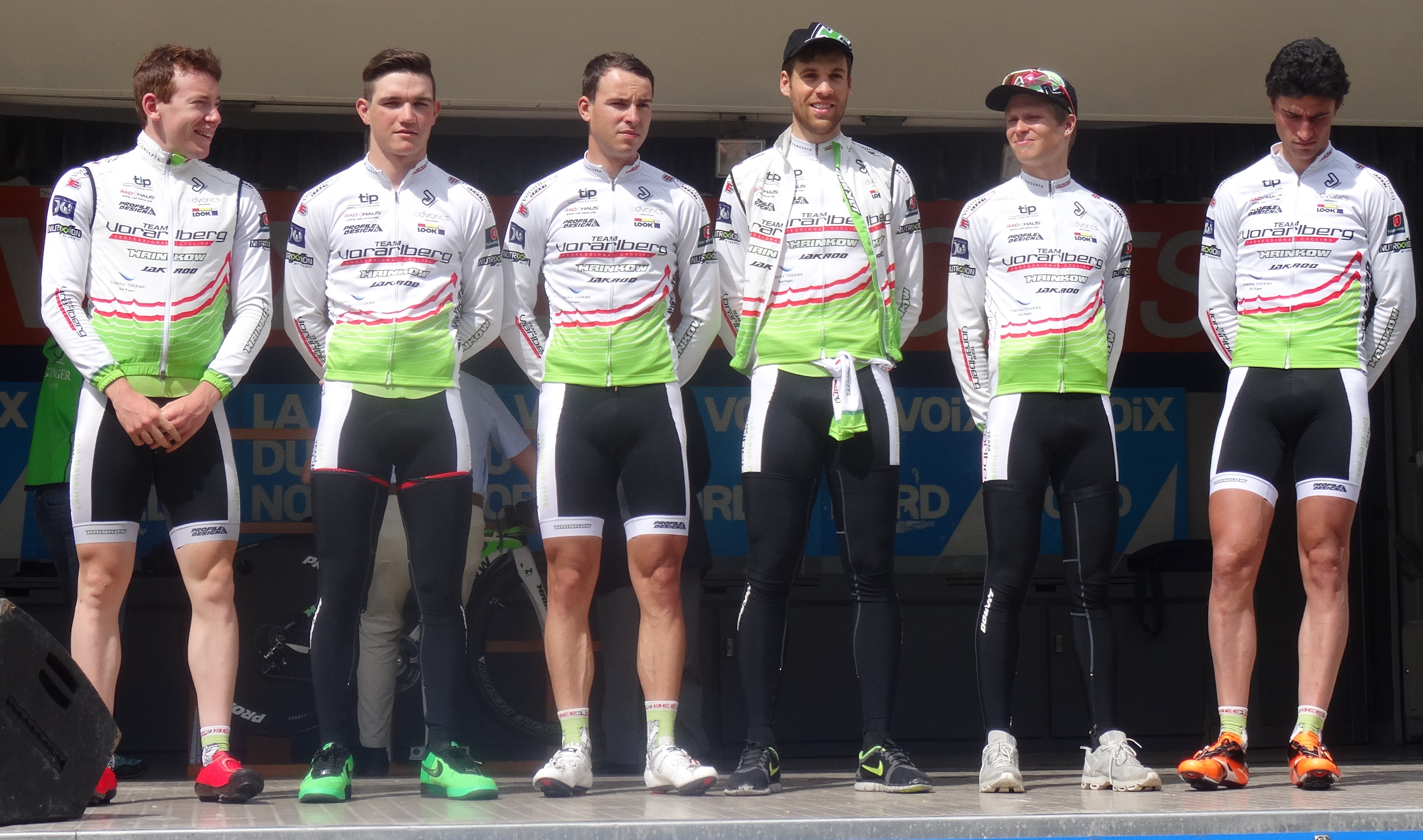
Fabian Schnaidt, Patrick Jäger, Christoph Springer, Grischa Janorschke, Nicolas Winter et Nicolas Baldo lors de la 1re étape du Paris-Arras Tour 2014.

Treize coureurs constituent l'effectif 2014 de l'équipe.
| Cycliste           | Date de naissance | Nationalité | Équipe 2013           |
| ------------------ | ----------------- | ----------- | --------------------- |
| Nicolas Baldo      | 10 juin 1984      | France      | Atlas Personal-Jakroo |
| Adrien Chenaux     | 16 août 1991      | Suisse      | Atlas Personal-Jakroo |
| Andreas Hofer      | 8 février 1991    | Autriche    | Vorarlberg            |
| Reinier Honig      | 28 octobre 1983   | Pays-Bas    | Crelan-Euphony        |
| Dominik Hrinkow    | 4 août 1988       | Autriche    | Vorarlberg            |
| Patrick Jäger      | 3 février 1994    | Autriche    | Vorarlberg            |
| Grischa Janorschke | 30 mai 1987       | Allemagne   | Nutrixxion Abus       |
| Fabian Schnaidt    | 27 octobre 1990   | Allemagne   | Champion System       |
| Christoph Springer | 30 octobre 1985   | Allemagne   | Vorarlberg            |
| Robert Vrečer      | 8 octobre 1970    | Slovénie    | Euskaltel Euskadi     |
| Dennis Wauch       | 7 janvier 1993    | Autriche    | Vorarlberg            |
| Tobias Wauch       | 1er avril 1995    | Autriche    |                       |
| Nicolas Winter     | 15 février 1989   | Suisse      | Atlas Personal-Jakroo |

Portraits
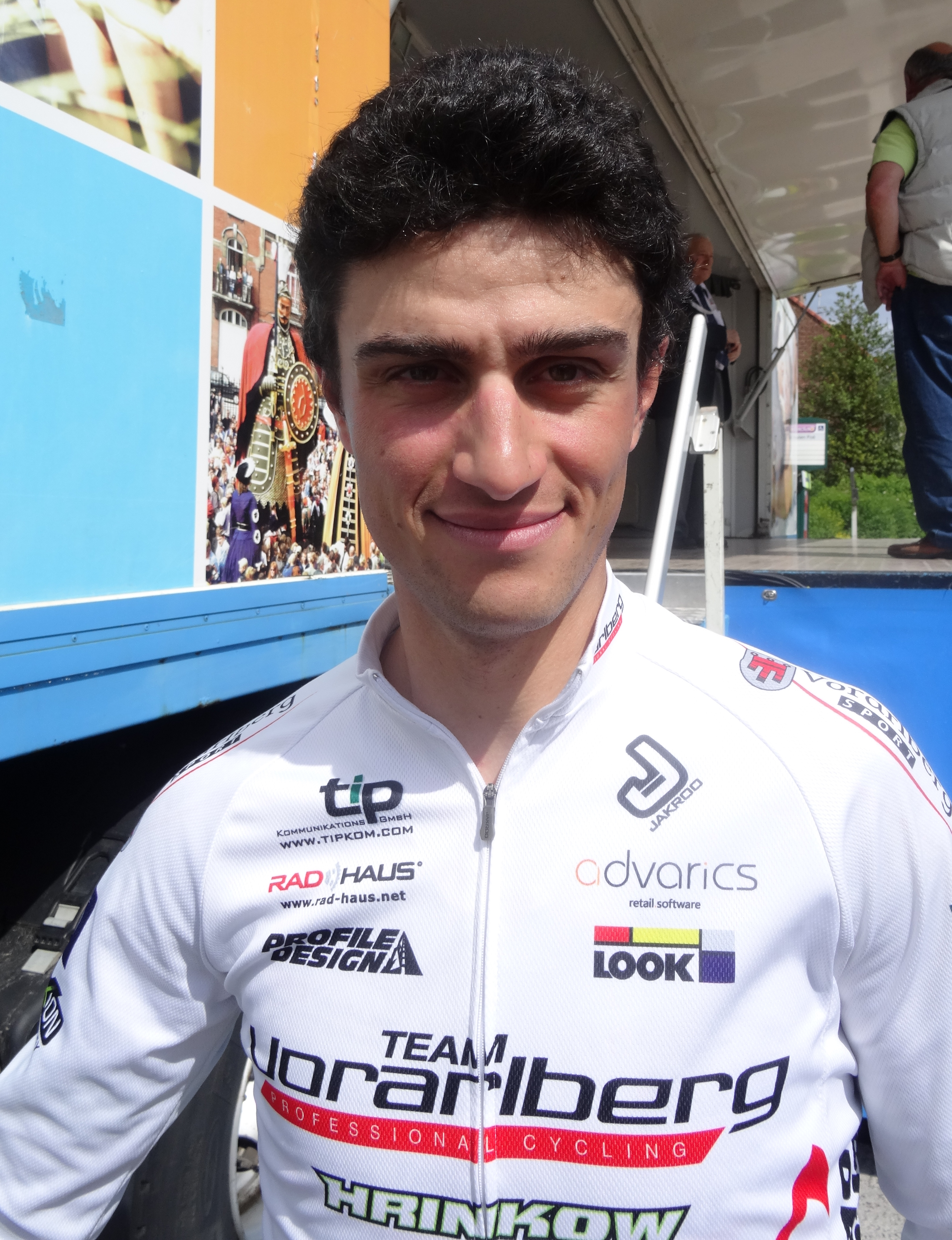
Nicolas Baldo.
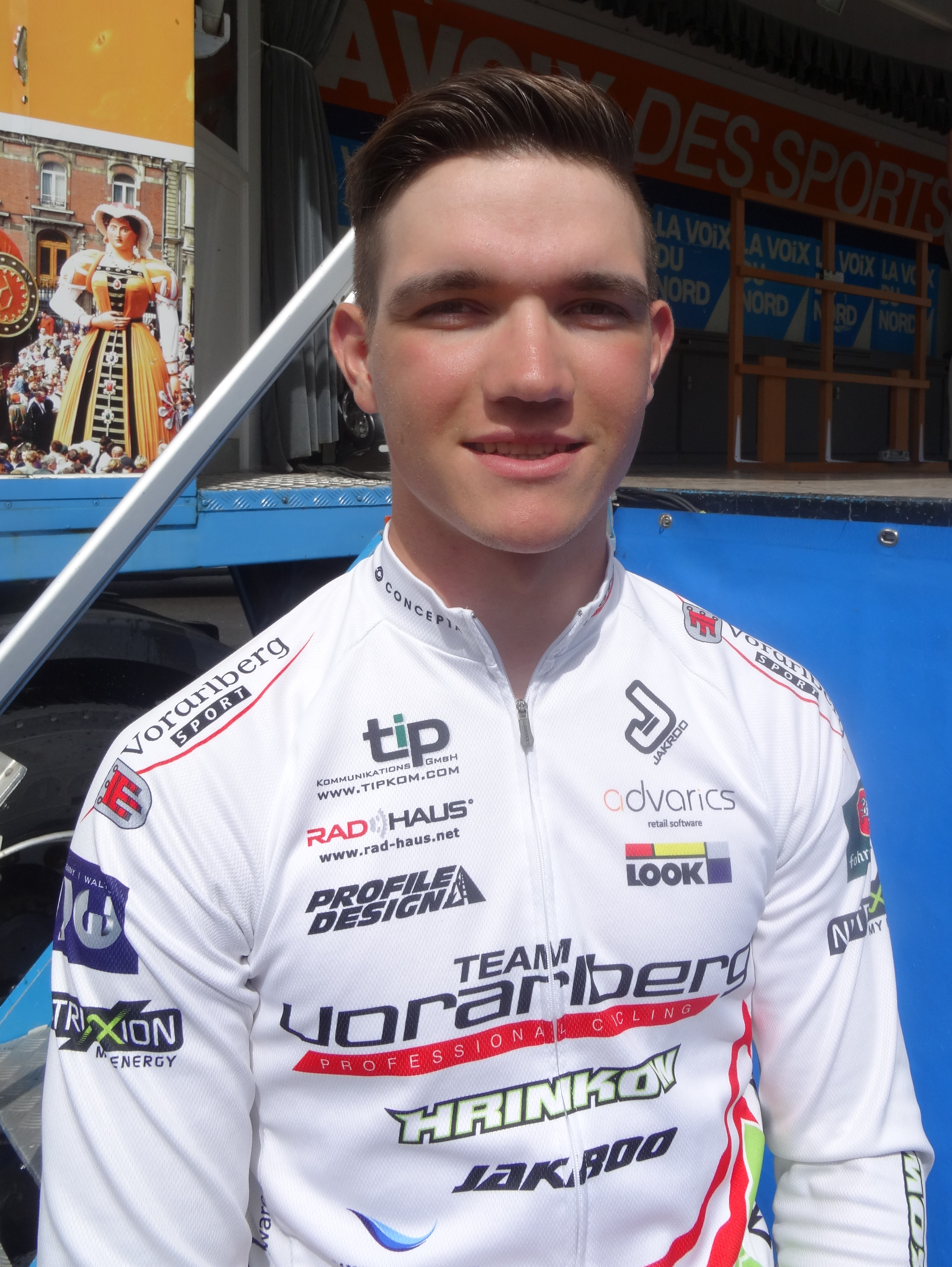
Patrick Jäger.
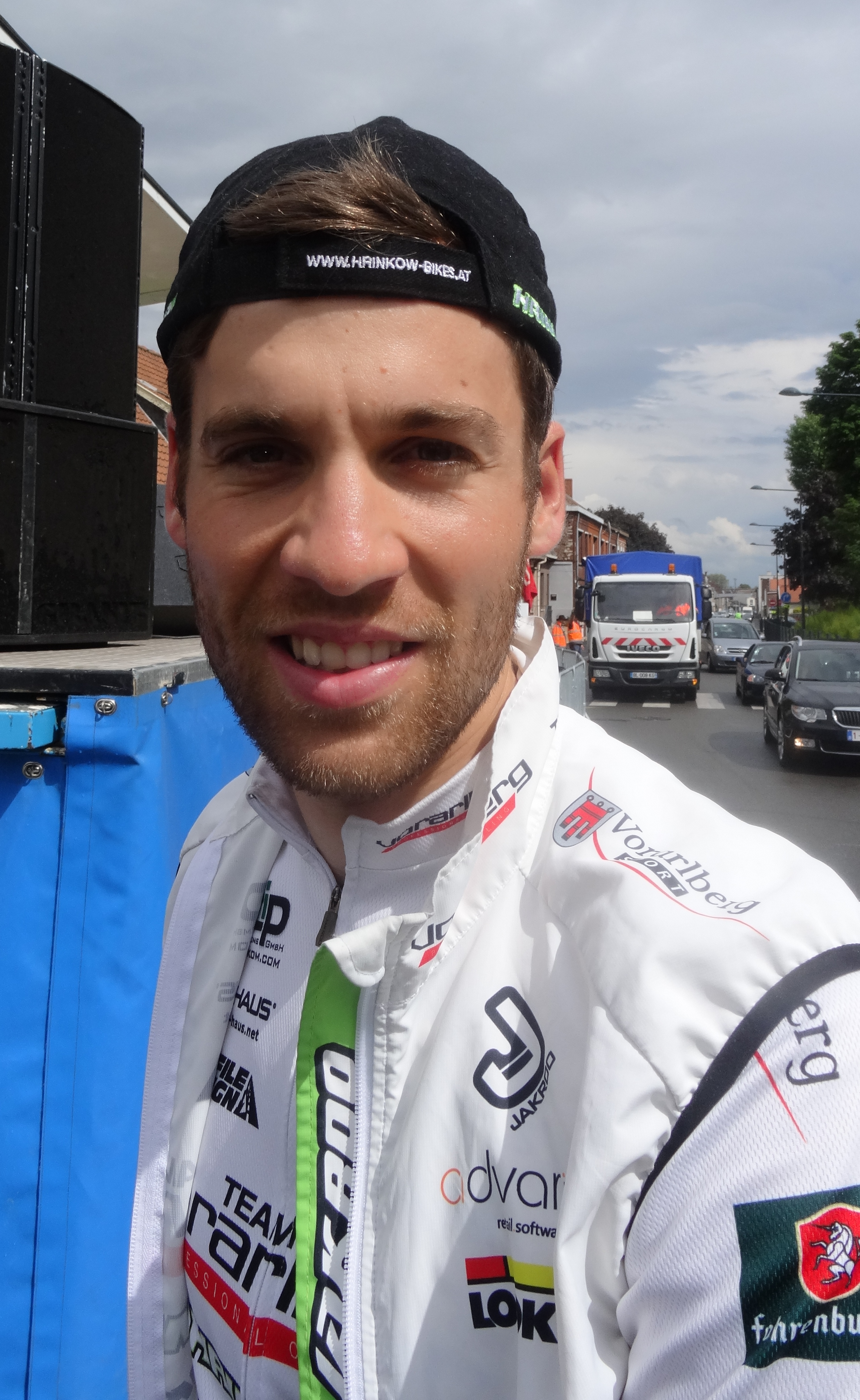
Grischa Janorschke.
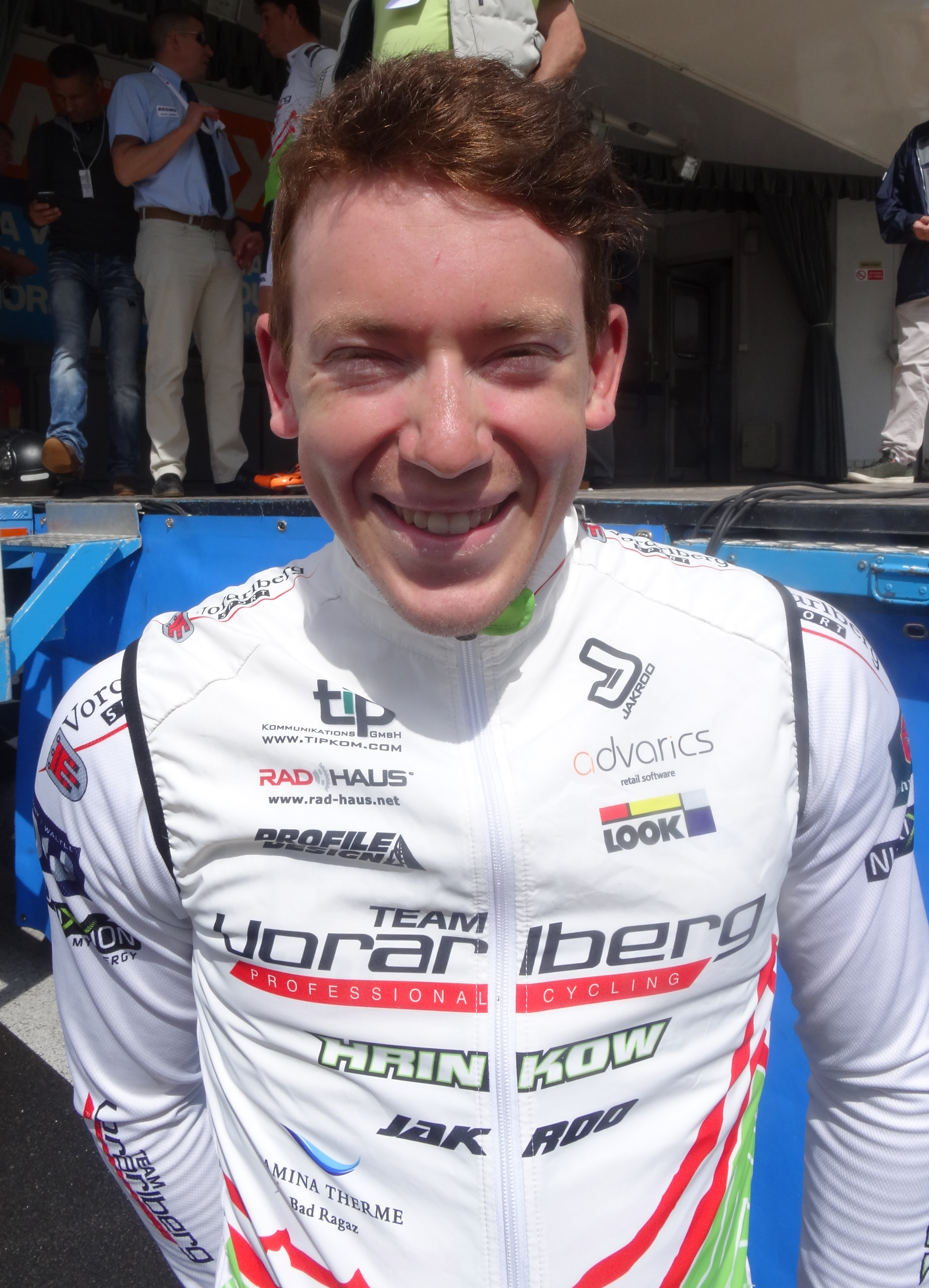
Fabian Schnaidt.
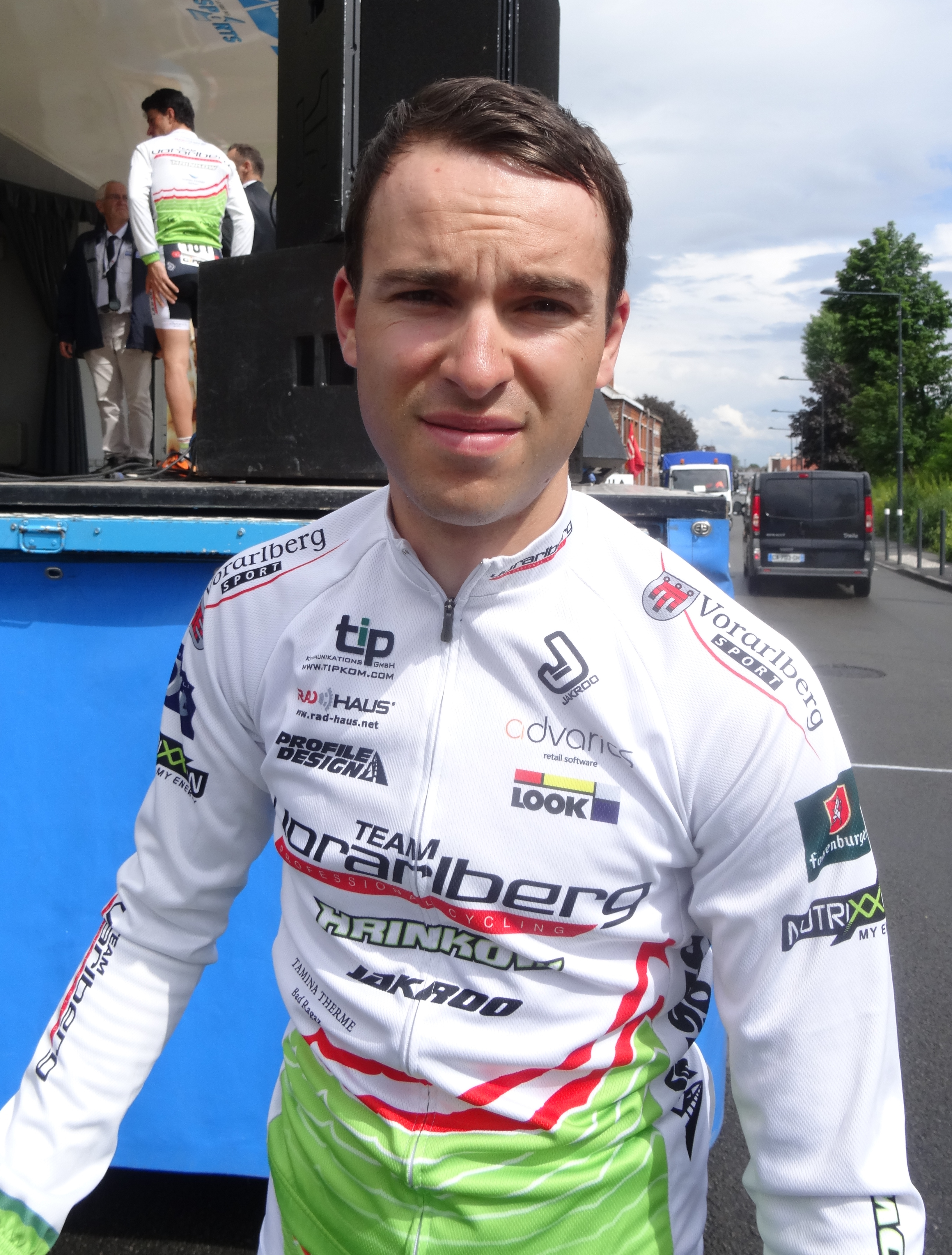
Christoph Springer.
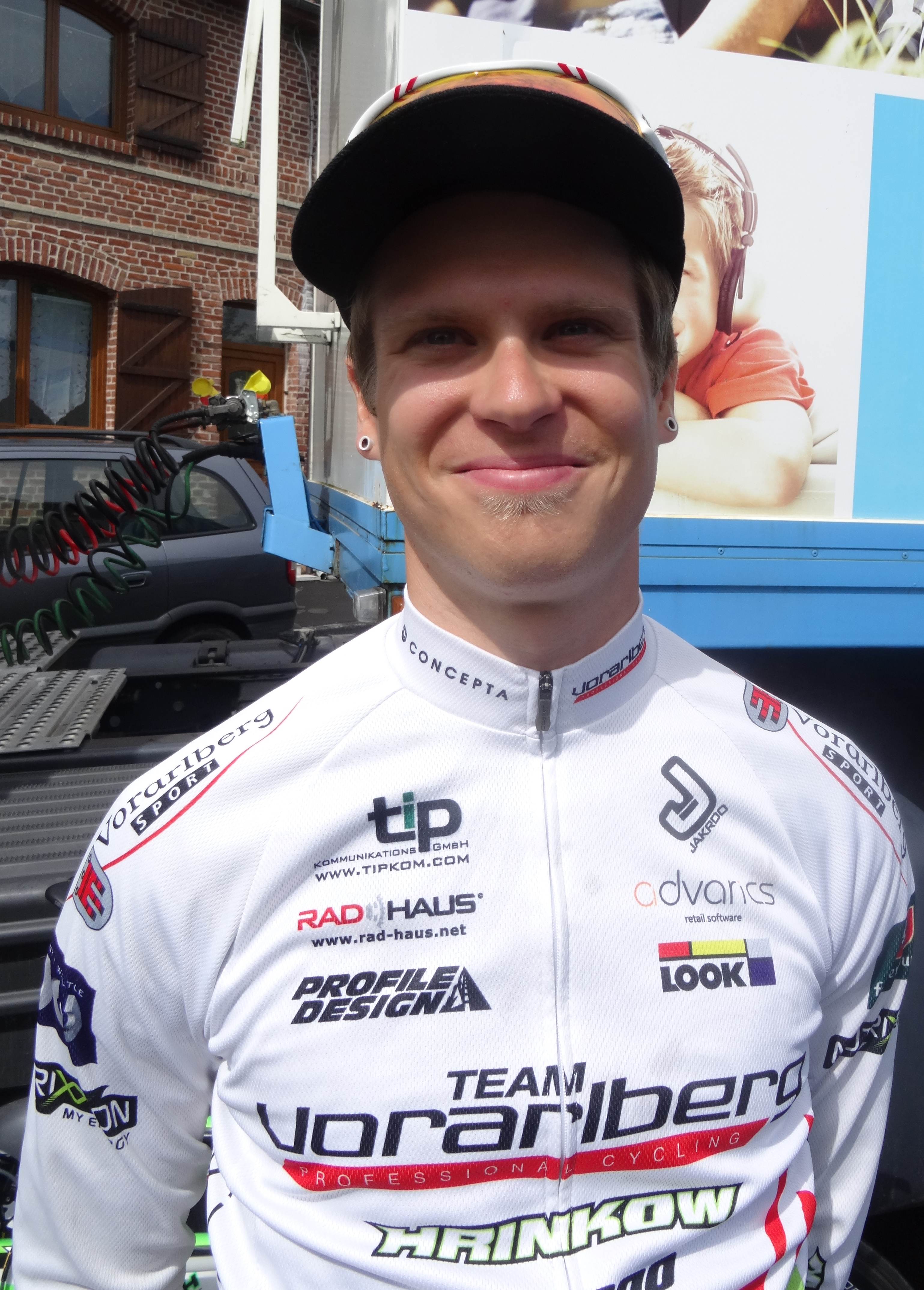
Nicolas Winter.

## Bilan de la saison

### Victoires

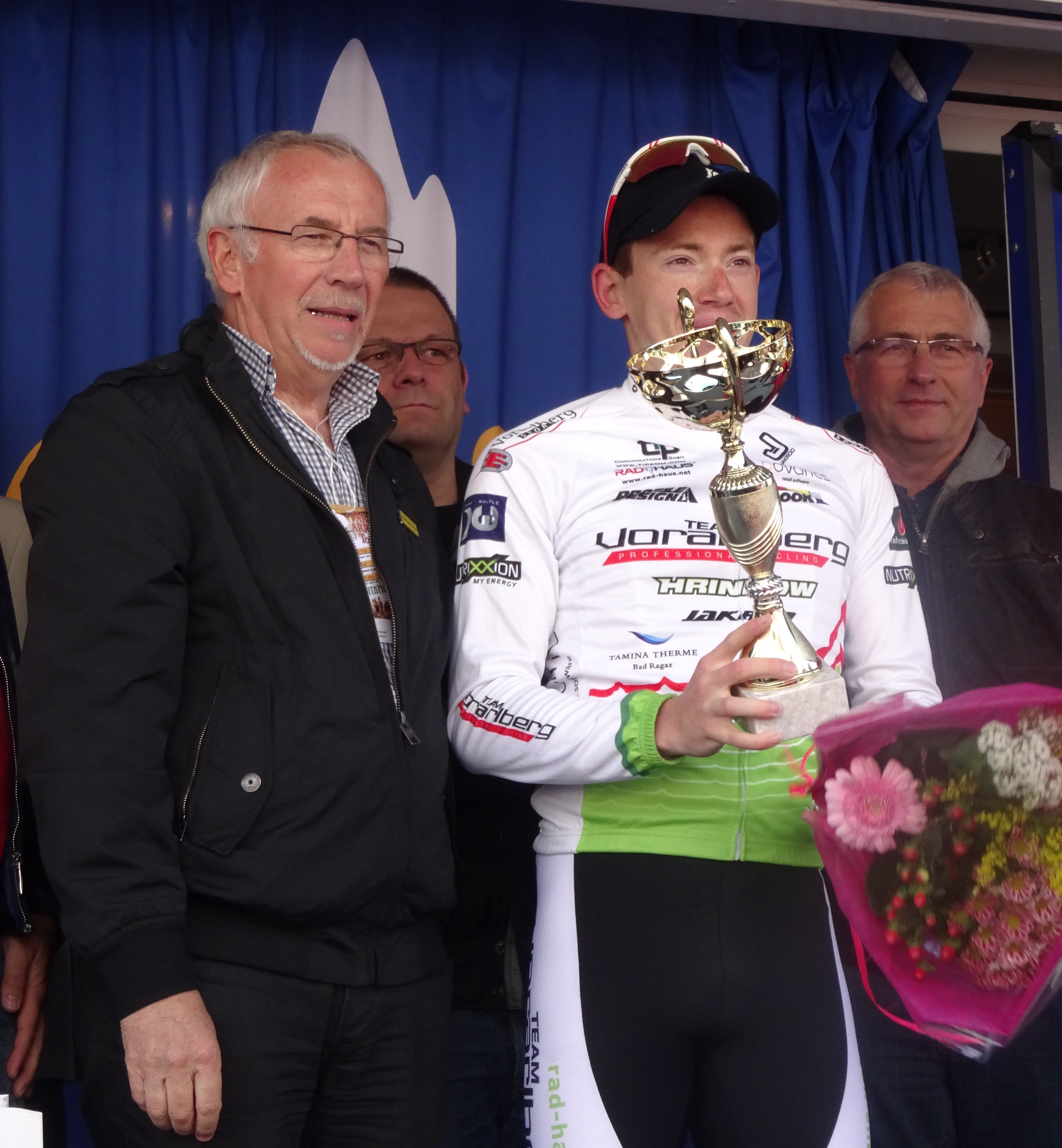
Fabian Schnaidt vainqueur de la 2e étape du Paris-Arras Tour 2014.

L'équipe remporte cinq victoires UCI.
| Date       | Course                                 | Pays           | Classe | Vainqueur          |
| ---------- | -------------------------------------- | -------------- | ------ | ------------------ |
| 12/03/2014 | 5e étape du Tour de Taïwan             | Taipei chinois | 2.1    | Fabian Schnaidt    |
| 24/05/2014 | 2e étape du Paris-Arras Tour           | France         | 2.2    | Fabian Schnaidt    |
| 17/06/2014 | 1re étape du Tour d'Iran - Azerbaïdjan | Iran           | 2.1    | Fabian Schnaidt    |
| 22/06/2014 | 6e étape du Tour d'Iran - Azerbaïdjan  | Iran           | 2.1    | Fabian Schnaidt    |
| 03/09/2014 | 5e étape du Tour de Chine I            | Chine          | 2.1    | Grischa Janorschke |

### Classements UCI

#### UCI Asia Tour
L'équipe Vorarlberg termine à la 28e place de l'Asia Tour avec 109 points. Ce total est obtenu par l'addition des points des huit meilleurs coureurs de l'équipe au classement individuel, cependant seuls quatre coureurs sont classés,.
| Rang | Coureur            | Points |
| ---- | ------------------ | ------ |
| 45   | Fabian Schnaidt    | 74     |
| 169  | Grischa Janorschke | 20     |
| 248  | Andreas Hofer      | 12     |
| 418  | Nicolas Winter     | 3      |

#### UCI Europe Tour
L'équipe Vorarlberg termine à la 55e place de l'Europe Tour avec 182 points. Ce total est obtenu par l'addition des points des huit meilleurs coureurs de l'équipe au classement individuel, cependant seuls cinq coureurs sont classés,.
| Rang | Coureur            | Points |
| ---- | ------------------ | ------ |
| 224  | Fabian Schnaidt    | 61     |
| 249  | Nicolas Baldo      | 53     |
| 397  | Reinier Honig      | 32     |
| 456  | Andreas Hofer      | 26     |
| 746  | Grischa Janorschke | 10     |